# All the Rage Back Home
"All the Rage Back Home" é uma música da banda de rock Interpol. é tanto a primeira faixa como também é o primeiro single do quinto álbum da banda, El Pintor (2014) foi digitalmente lançado em 12 de Agosto de 2014. Inteiramente produzido pela banda.

## Video
O vídeo da canção, co-dirigido por Sophia Peer e o vocalista da banda Paul Banks, foi lançado em 9 de Julho de 2014. Amostra a banda tocando a canção em um quarto escuro enquanto aparecem cuts com cenas de surf. O vídeo em preto-e-branco também tem Banks tocando o baixo, já que o baixista Carlos Dengler saiu da banda em 2010.

## Integrantes
Interpol
- Paul Banks –  vocal, guitarra, baixo, produção
- Daniel Kessler –  guitarra, piano, produção
- Sam Fogarino –  bateria, percussão, produção

Convidados
- Brandon Curtis –  teclado

Outros
- James Brown –  projeto, gravação
- Alan Moulder –  mixagem
- Greg Calbi –  masterização